# Mont-Perroux
Mont-Perroux est une ancienne commune française du département de l'Orne et la région Normandie, intégrée au territoire de la commune d'Essay en 1811.

## Histoire
La commune est intégrée au territoire d'Essay en 1811.

## Administration
| Période | Période | Identité                          | Étiquette | Qualité                             |
| ------- | ------- | --------------------------------- | --------- | ----------------------------------- |
|         |         |                                   |           |                                     |
|         | 1810    | Masson                            |           |                                     |
| 1810    | 1811    | Charles Théodore Bellier-Villiers |           | Maire d'Essay, administrateur civil |

## Démographie
| 1793 | 1800 | 1806 |
| ---- | ---- | ---- |
| 80   | 89   | 99   |